# William Cavendish (tercer duc de Devonshire)
William Cavendish (26 de setembre de 1698 – 5 de desembre de 1755) va ser tercer duc de Devonshire del partit Whig anglès, era fill del segon duc de Devonshire William Cavendish i de Rachel Russell. William Cavendish també és notable pel fet de ser l'avantpassat comú més recent (most recent common ancestor) del Príncep Carles i de la seva primera esposa, Lady Diana Spencer. Carles i Diana eren cosins llunyans. Carles és descendent del fill de William, el Quart Duc, mentre Diana era descendent de la filla de William, Lady Elizabeth.
Willaim Cavendish es va casar amb Catherine Hoskins (o Hoskyn) (morta el 8 de maig de 1777) el 27 de març de 1718. Tingueren set fills:
- Lady Caroline Cavendish
- William Cavendish (quart duc de Devonshire)
- Lord George Augustus Cavendish
- Lady Elizabeth Cavendish
- Field Marshal Lord Frederick Cavendish
- Lord John Cavendish (c. 1734–1796)
- Lady Rachel Cavendish

Va ser fet Privy Counsellor (PC) el 1731, va ser investit en Knight of the Garter (KG) el 1733.
El 1739, va ser governador del Foundling Hospital, a Bloomsbury, Londres, per a nadons abandonats i amb l pas del temps va esdevenir un centre per l'art i la música. El 1734 Cavendish encarregà a l'arquitecte William Kent construir un nou Cavendish House a Picadilly.